# HD 27710
HD 27710，又名CD-26 1642，SAO 169368、HR 1374，是一颗恒星，视星等为6.01，位于銀經223.73，銀緯-43.3，其B1900.0坐标为赤經4h 17m 22.2s，赤緯-25° -43.3′ 49″。